# Spontaneous Combustion (película)
Spontaneous Combustion (en Argentina, España y Venezuela Combustión espontánea, en México Toque de Muerte) es una película de ciencia ficción y de terror de 1990 dirigida por Tobe Hooper. Su elenco principal está integrado por Brad Dourif, Cynthia Bain y Jon Cypher como protagonistas principales.
Considerada por parte de la crítica un pastiche de películas con temática parecida, como La furia (Brian De Palma, 1978), Scanners (David Cronenberg, 1981) u Ojos de fuego (Mark L. Lester, 1984), la cinta obtuvo una nominación como mejor película en el festival Fantasporto de 1991.

## Sinopsis
Sam es un joven que descubre que sus padres habían sido utilizados en un experimento con armas atómicas poco antes de que él naciera. A raíz de esos experimentos los resultados han tenido algunos efectos inesperados sobre él. Descubre que tiene el poder de canalizar su furia en forma de pequeñas bolas de fuego capaces de deshacer los objetos que toca. Cuando empiezan a aparecer cadáveres calcinados, cuyas muertes no ha provocado, el joven empieza a sospechar que no es la única persona en el mundo que posee esta habilidad.

## Reparto
- Brad Dourif - Sam
- Cynthia Bain - Lisa Wilcox
- Jon Cypher - Dr. Marsh
- William Prince - Lew Orlander
- Melinda Dillon - Nina
- Dey Young - Rachel
- Tegan West - Springer
- Michael Keys Hall - Dr. Cagney
- Dale Dye - General
- Dick Butkus - Teniente General
- Joe Mays - Dr. Persons
- Stacy Edwards - Peggy Bell
- Brian Bremer - Brian Bell
- Frank Whiteman - Lew Orlander (joven)
- Judy Prescott - Directora de instituto
- Judy Behr - Enfermera del instituto
- Betsy Thomas - Enfermera del hospital
- John Landis - Técnico de radio
- Jaime Alba - Walter
- Mark Roberts - Dr. Simpson
- Dick Warlock - Señor Fitzpatrick
- Judith Jones - Jennifer
- William Forward - Científico
- Ron Blair - Maître
- Mimi Wearn - Vicky
- Sandy Ignon - Doctora (en los años 1950)
- Nick Gambella - Estudiante
- Patricia Gallagher Layton - Criada
- Barbara Leary - Amy Whitaker
- Paul Barresi - Guardia del hospital
- George Flower - Predicador en la radio

## Recepción
La película obtiene pobres valoraciones entre la crítica profesional y los usuarios de los portales de información cinematográfica. En IMDb, computando 2.674 votos, obtiene una puntuación media de 4,7 sobre 10. En FilmAffinity con 354 votos obtiene una valoración de 4,7 sobre 10. En el agregador de críticas Rotten Tomatoes no alcanza el quorum necesario entre la crítica profesional pero entre las más de 250 valoraciones de sus usuarios obtiene la calificación de "fresco" para el 18%. En Allmovie.com obtiene una calificación de 1,5 sobre 5.

## Premios
Fantasporto
- 1991: Nominada a la mejor película de fantasía internacional